# Subcontinente indiano
Il subcontinente indiano è una vasta regione che occupa la parte centro meridionale dell'Asia e si allunga con un vasto triangolo peninsulare tra il golfo del Bengala e il Mar Arabico. Comprende i seguenti Stati o porzioni di essi: India, Bangladesh, Bhutan, Maldive, Nepal, Pakistan e Sri Lanka.
Viene definito subcontinente in quanto area talmente estesa ed isolata, da essere considerata un semi-continente a tutti gli effetti, separato dal resto dell'Asia a nord dall'imponente catena montuosa dell'Himalaya, mentre a sud è completamente circondato dal mare (Mar Arabico ad ovest, golfo del Bengala ad est ed Oceano Indiano a sud); solo ad est ed ovest i suoi confini naturali sono più incerti ed il suo territorio si fonde con il resto del continente asiatico. È essenzialmente formato da tre grandi aree quali la catena dell'Himalaya a nord, la pianura indo-gangetica al centro e l'altopiano del Deccan a sud.
La regione, in ere geologiche passate è stata in effetti un vero continente; essa non era ancora congiunta con il continente asiatico, formando quindi una immensa isola nell'oceano Indiano. La sua collisione con l'Asia, 39 milioni di anni fa, ha portato alla formazione dell'Himalaya, che è ancora in corso. Il suo ambiente favorevole all'insediamento umano e la sua particolare collocazione geografica, hanno favorito lo sviluppo di una delle più antiche e fiorenti civiltà del mondo: la civiltà della valle dell'Indo.

## Storia

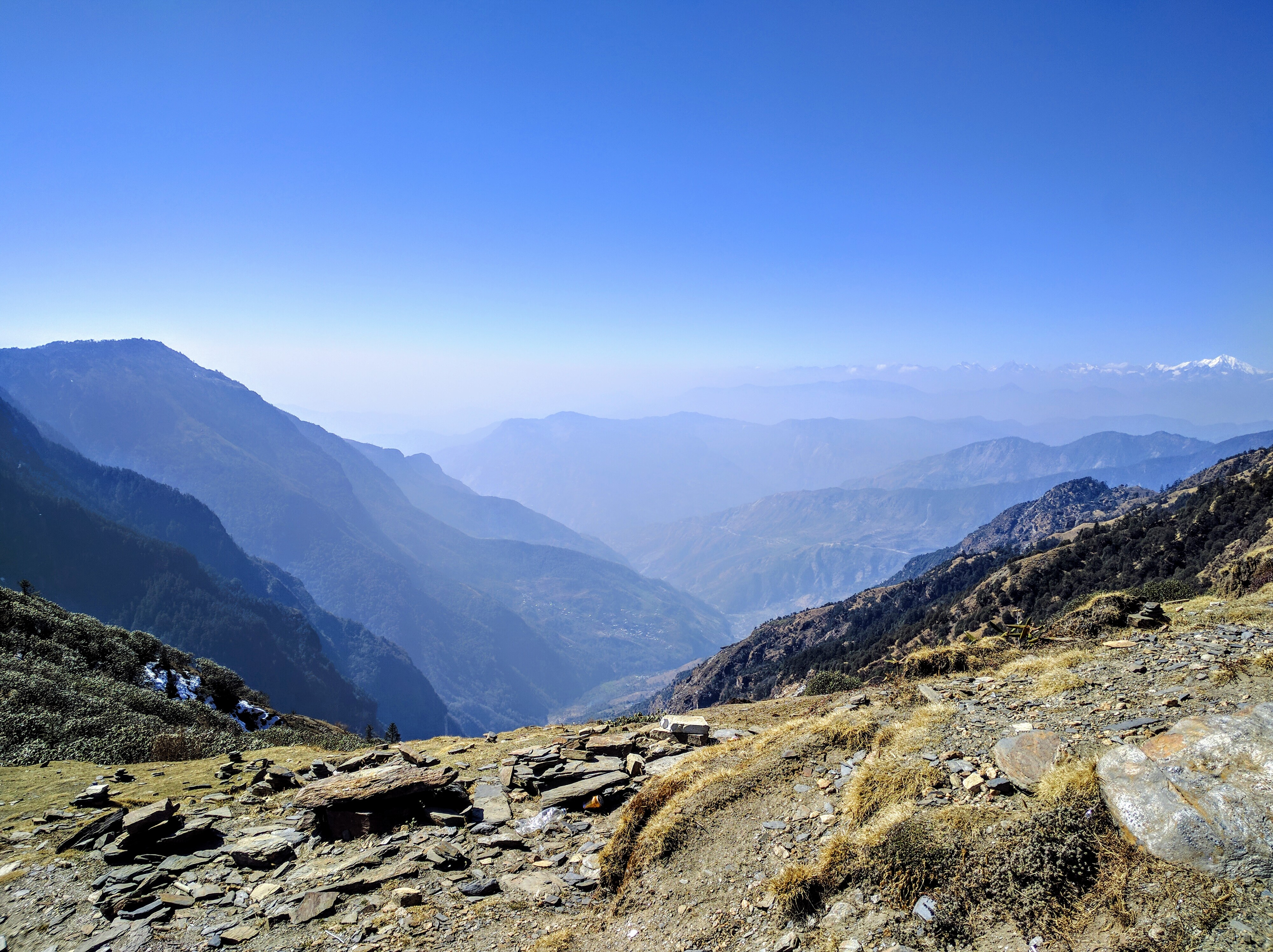
Paesaggio in Nepal

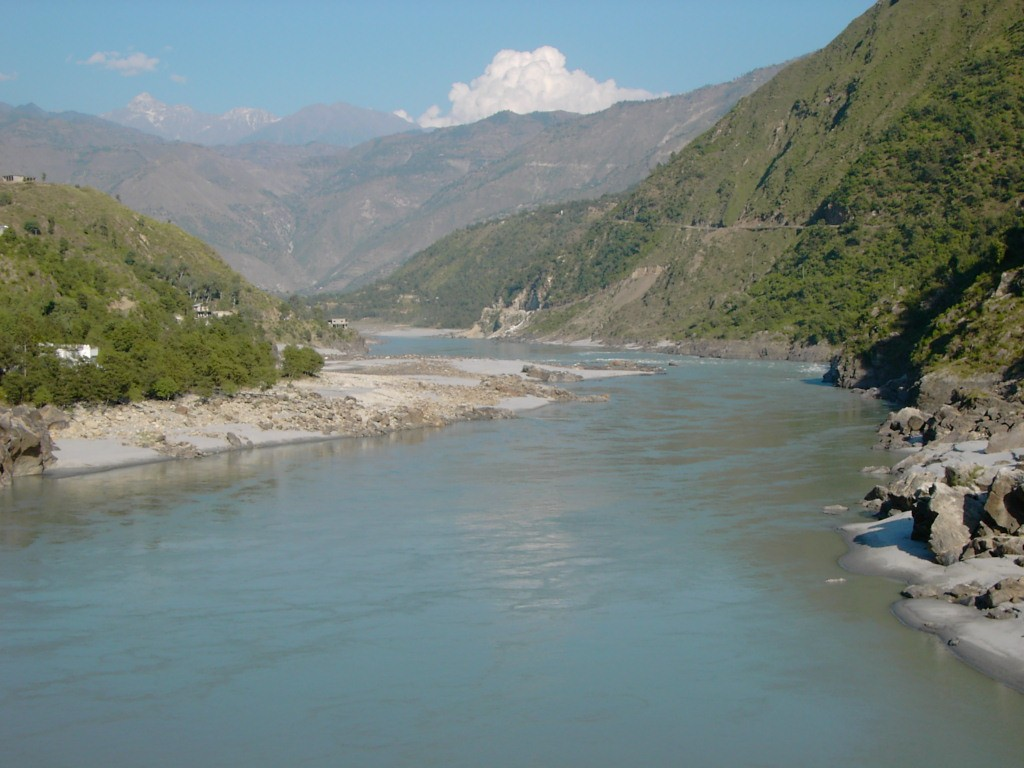
Alto corso dell'Indo in Pakistan

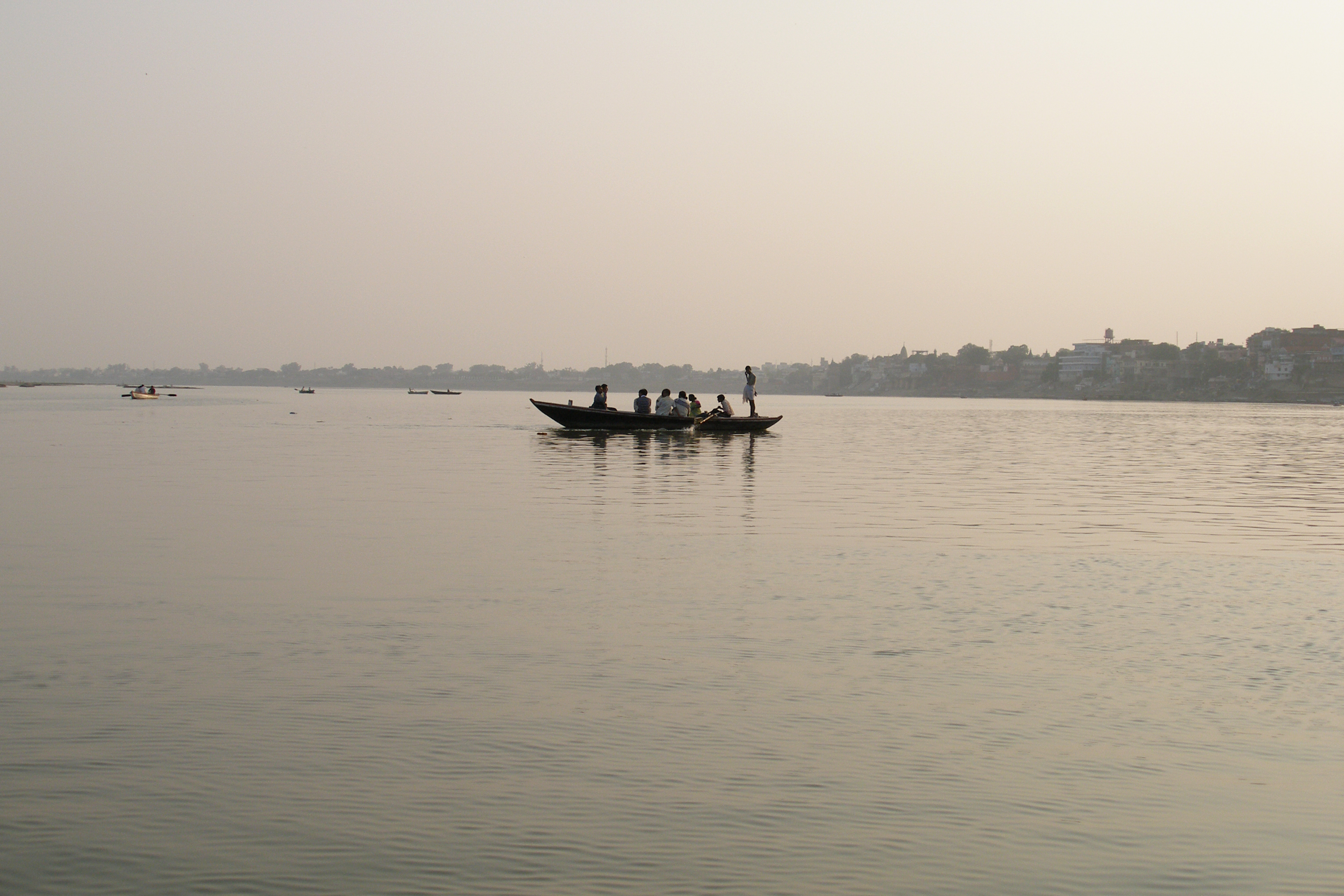
Il Gange in India

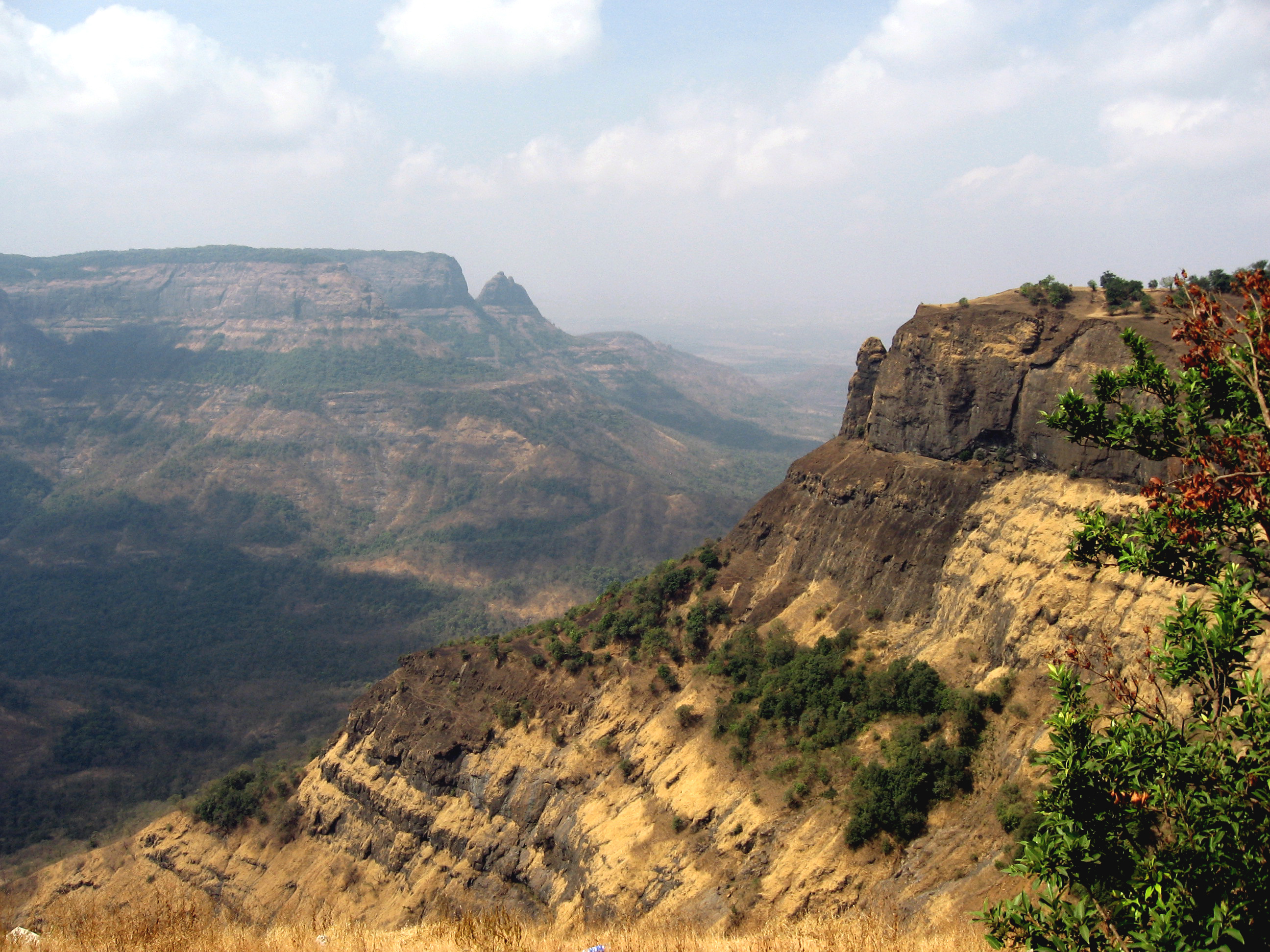
Treppi del Deccan

Zona di antichissima civiltà, vide fiorire dal 3000 al 1500 a.C. la civiltà della valle dell'Indo. Successivamente fu invasa dagli Indoari, un popolo indoeuropeo, che svilupparono la civiltà vedica, anch'essa evoluta ma divisa in innumerevoli tribù guidate ognuna da capi detti raja (re) e maraja (grande re, imperatore). Sottomessi dai Persiani, i piccoli principati indiani riuscirono a costituire uno stato unitario (Regno di Asoka), dando il via all'epoca dei grandi imperi, interrotta da successive invasioni di popoli stranieri (Saci, Unni bianchi). Islamizzata dai turchi, sultani di Delhi e dagli imperatori Moghul, iniziarono a susseguirsi delle lotte religiose tra certi indù e musulmani, dando la nascita al sikhismo.
A partire dal XVI secolo iniziò anche la penetrazione europea: portoghesi e francesi riuscirono a colonizzare zone costiere del territorio, mentre gli inglesi riuscirono a colonizzare l'interno della regione indiana, intanto il Bhutan e il Nepal erano dei paesi indipendenti dove la colonizzazione europea non riuscì ad accedere. La decolonizzazione avvenne subito dopo la seconda guerra mondiale, infatti il Pakistan e l'Unione Indiana ottennero la loro indipendenza nel 1947 (musulmano il primo e induista il secondo), seguiti dall'indipendenza di Ceylon nel 1948 (ma nel 1972 prese il nome di Sri Lanka) e dalle Maldive nel 1965. Nel 1971 dopo una drammatica guerra separatista appoggiata dall'India, la regione orientale del Pakistan ottenne l'Indipendenza, assumendo così il nome di Bangladesh.

## Geografia politica
Per quanto riguarda il piano sociale, nella zona ci sono delle controversie di confine: tra l'India, la Cina e al Myanmar; tra il Pakistan, l'Afghanistan e l'Iran, mentre le migliaia di immigrati che affluiscono in India dal Nepal e dal Bangladesh rischiano di guastare i rapporti tra i tre Paesi; la stessa situazione accadde in Pakistan, dove si rifugiano gli immigrati afghani a causa della dittatura talebana.
L'Unione Indiana cerca di imporsi come potenza più forte della regione e quindi spesso interviene per aiutare altri Stati della zona, come quando inviò un piccolo esercito nelle Maldive nel 1992 per ristabilire il governo che era caduto a causa di un colpo di Stato, o quando inviò le sue truppe nello Sri lanka per aiutarlo in una drammatica guerra civile che era esplosa all'interno del Paese.
Numerosi conflitti etnici, religiosi e linguistici sono presenti anche in India: quello più celebre è la questione del Kashmir, un territorio diviso tra India, Pakistan e Cina. Nel 1947, quando i primi due Paesi ottennero l'indipendenza dall'Impero britannico, nel Kashmir scoppiò una guerra civile che costrinse l'ONU ad un intervento infruttuoso: il conflitto rimane vivo anche nel XXI secolo, pregiudicando i rapporti tra i Paesi coinvolti, e l'ONU mantiene una missione di osservatori nella zona.

## Popolazione

### Stati del subcontinente indiano
|   | Stato      | Superficie, km² | Popolazione   | Densità, abitanti per km² | Capitale                  |
| - | ---------- | --------------- | ------------- | ------------------------- | ------------------------- |
| 1 | India      | 3 300 000       | 1 500 000 000 | 470                       | Nuova Delhi               |
| 2 | Bangladesh | 150 000         | 170 000 000   | 1 300                     | Dacca                     |
| 3 | Bhutan     | 46 000          | 770 000       | 30                        | Thimphu                   |
| 4 | Maldive    | 300             | 520 000       | 1 700                     | Malé                      |
| 5 | Nepal      | 150 000         | 30 000 000    | 200                       | Kathmandu                 |
| 6 | Pakistan   | 800 000         | 250 000 000   | 330                       | Islamabad                 |
| 7 | Sri Lanka  | 66 000          | 22 000 000    | 320                       | Sri Jayawardenapura Kotte |
|   | TOTALE     | 4 500 000       | 2 000 000 000 | 450                       |                           |